# Delta-P
Delta-P – górny człon rakiet nośnych serii Delta, wykorzystywany w latach 1972-1988 w serii rakiet Delta 1000, Delta 2000 oraz Delta 3000, jako konstrukcję zastępującą człon Delta-F. Był to pierwszy człon górny rakiet Delta zasilany hipergolową mieszanką Aerozine 50 oraz N2O4 (używaną dotychczas w stopniu Transtage dla rakiet Titan 3C), głównie za sprawą silnika TRW TR-201, konstrukcyjnie wywodzącego się z silnika członu zniżania lądownika księżycowego z programu Apollo.
Po wyczerpaniu zapasu silników TR-201 firma McDonnell Douglas wprowadziła dla rakiet Delta 3000 człon Delta-K, zasilany takim samym paliwem, ale wyposażony w zmodernizowaną wersję silnika AJ-10. Człon ten z kolei znalazł później zastosowanie w rakietach Delta 4000, Delta 5000 oraz Delta II.